# سمر نصار
سمر نصار (16 فبراير 1978) رياضية أردنية وعضو في المنتخب الوطني الأردني للسباحة، ولدت في بيروت وعندما كانت في الثالثة من عمرها انتقلت عائلتها إلى الأردن. وشاركت في الالعاب الاولمبية في رياضة السباحة، وفي عام 2020 تولت منصب الأمين العام لإتحاد كرة القدم وهي أول امرأة تتولى هذا المنصب. سابقا تولت منصب رئيس البعثة الأردنية المشاركة في أولمبياد 2012 في لندن، ومنصب الرئيس التنفيذي للجنة المنظمة كأس العالم للسيدات تحت 17 سنة لكرة القدم والتي استضافها الأردن عام 2016. وتعمل حاليا  فازت بجائزة المرأة والرياضة عن قارة آسيا والتي تمنحها اللجنة الأولمبية الدولية سنوياً، وذلك خلال حفل توزيع جوائز اللجنة الأولمبية الدولية في العاصمة الأرجنتينية بوينس آيرس.

## الدراسة
- شهادة البكالوريوس في البيولوجيا الجزيئية وعلم الوراثة عام 1999 من "جامعة سري" في المملكة المتحدة.

- ماجستير في الإدارة الرياضية التنظيمية عام 2014 من "جامعة لوفان الكاثوليكية" في بلجيكا

## المشاركات الأولمبية

### سيدني 2000
شاركت في منافسة 50 متر سباحة حرة ونافست باسم فلسطين في الألعاب الأولمبية، ولكنها خرجت من البطولة مبكرا بعد أن قطعت المسافة بزمن مقداره 30.05 ثانية وحلت في المركز ال 65 من أصل 73 سباحة تنافسوا في هذه الرياضة.

### أثينا 2004
شاركت مرة أخرى في منافسة 50 متر سباحة حرة، ونافست هذه المرة باسم الأردن في الألعاب الأولمبية، وقد خرجت من الدور التمهيدي للبطولة بعد أن قطعت المسافة بزمن مقداره 30.83 ثانية وحلت في المركز ال 62. وتُعتبر أول رياضية تمثل دولتين مختلفتين في دورتين أولمبيتين على التوالي.

## المناصب
- عضو مجلس إدارة الاتحاد الأردني لكرة القدم والامين العام للاتحاد[6][7]
- عملت أيضًا كمستشارة للاتحاد الدولي لكرة القدم (فيفا)، بالإضافة إلى عملها في عدد من الهيئات المحلية والدولية[8]

## العضوية
- عضو مجلس إدارة كل من الاتحاد العربي لكرة القدم منذ عام 2017
- المنتدى الدولي للمرأة - الأردن منذ عام 2018

## الجوائز
فازت بجائزة المرأة والرياضة عن قارة آسيا والتي تمنحها اللجنة الأولمبية الدولية سنوياً، وذلك خلال حفل توزيع جوائز اللجنة الأولمبية الدولية في العاصمة الأرجنتينية بوينس آيرس..

## انظر ايضا
- ستيفاني النبر

- ندى قعوار

## روابط خارجية
- سمر نصار على موقع الاتحاد الدولي للسباحة (الإنجليزية)
- سمر نصار على موقع أوليمبيديا (الإنجليزية)